# Кузнецы (Сунский район)
Кузнецы — деревня в Сунском районе Кировской области в составе Кокуйского сельского поселения.

## География
Находится на расстоянии примерно 10 километров по прямой на юго-восток от районного центра поселка Суна.

## История
Известна была с 1678 года как деревня Ганки Сочнева с 3 дворами, в 1764 году учтено в ней (уже починок Костинский) 184 жителя. Принадлежали крестьяне большей частью Успенскому Трифонову монастырю. В 1873 году учтено дворов 31 и жителей 228, в 1905 43 и 256, в 1926 56 и 282, в 1950 44 и 162. В 1989 оставалось 7 жителей.

## Население
Постоянное население составляло 11 человек (русские 100 %) в 2002 году, 7 в 2010.